# Ridderorden in Nicaragua
Sinds de onafhankelijkheid van Spanje heeft Nicaragua tot in het midden van de 20e eeuw gewacht met het instellen van meerdere ridderorden. In de 19e eeuw was tijdens de talloze oorlogen en burgeroorlogen wel een groot aantal kruizen en medailles ingesteld. Een daarvan is een orde en herdenkt de Amerikaanse aanval op Greytown, het latere San Juan de Nicaragua.
- De Orde van Sint-Jan van Nicaragua ook Orde van Greytown geheten (Orden de San Juan de Nicaragua, de Grey Town) 1857
- De Orde van José de Marcoleta "Orden José de Marcoleta") 1947
- De Orde van Ruben Dario (Orden de Ruben Dario) 1957
- De Orde van Miguel Larreynaga (Orden Miguel Larreynaga) 1968
- De Orde van Generaal José Dolores Estrada (Spaans: "Orden de General José Dolores Estrada" ook "Orden José Dolores Estrada, Battalla de San Jacinto") 1991
- De Orde van Culturele Onafhankelijkheid Ruben Dario
- De Orde van het Nicaraguaanse Leger